# Fundació ENAC

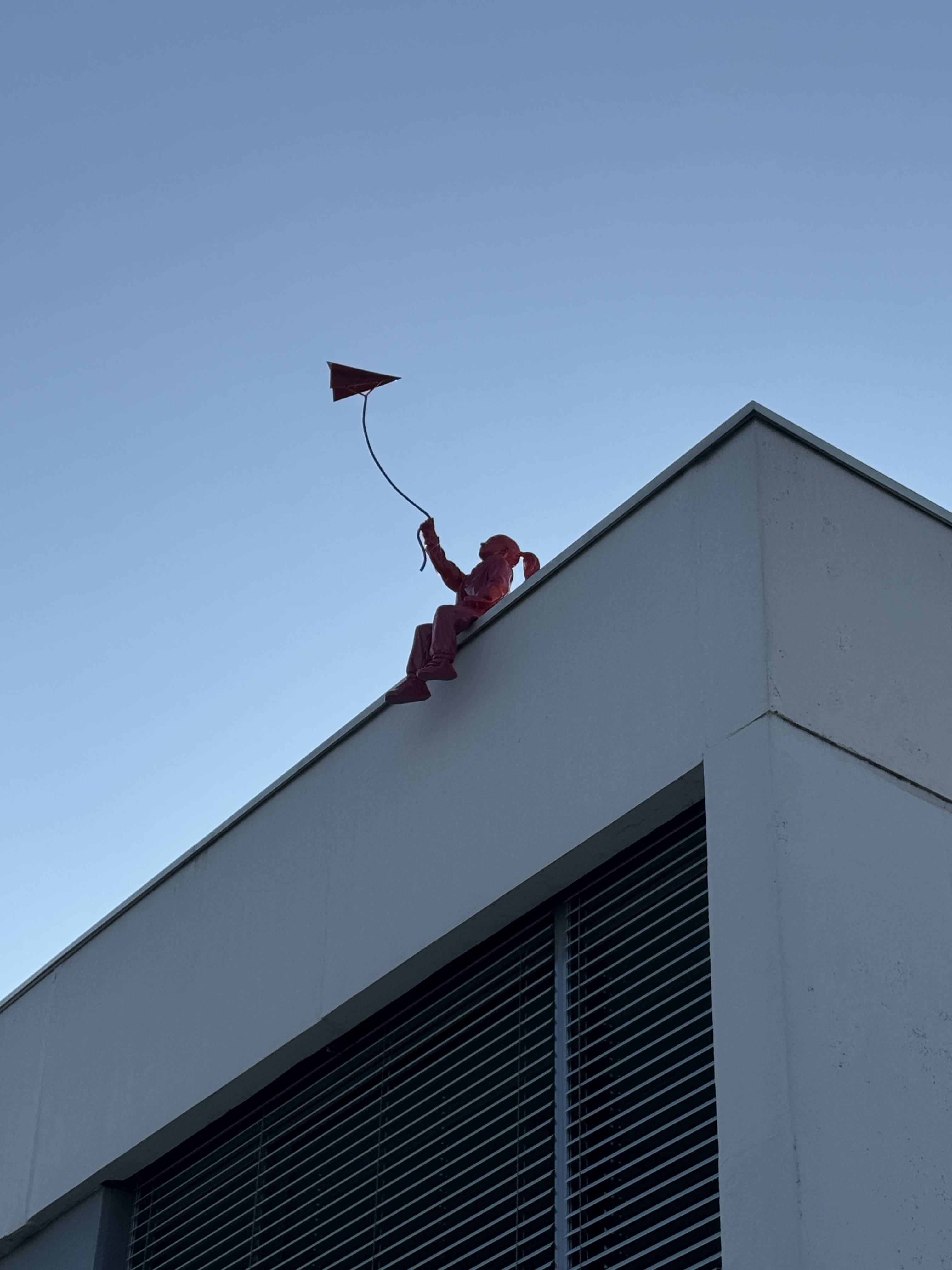
Escultura "La néta de l'estel" de James Colomina visible al campus de Tolosa i finançada per la Fundació ENAC.

La Fundació ENAC (francès : Fondation de l'École nationale de l'aviation civile) es va fundar l'any 2012. L'objectiu de la Fundació, tal com va ser presentat per l'École nationale de l'aviation civile, és promoure activitats científiques i d'interès públic en aviació, aeroespacial i aeronàutica.
Les matèries inclouen el desenvolupament internacional, la recerca, els ajuts i la innovació.
Després de la creació de la Fundació el 2012, s'han donat les primeres beques el 2014, per tal de promoure la mobilitat internacional. El 2015, es crea la primera càtedra d'investigació de UAV, en col·laboració amb Ineo, Cofely i Sagem.